# Kulluk
Die Kulluk war eine 1983 in Japan gebaute Ölbohrinsel, die am 31. Dezember 2012 bei einer Seeverschleppung vom Schlepper gelöst wurde und darauf im Golf von Alaska strandete.

## Einsätze
Die Bohrinsel wurde 1983 bei der Werft Mitsui Engineering & Shipbuilding Company in Tamano für den Betrieb durch Gulf Canada Resources gebaut. Die Einheit ohne eigene Antriebssysteme wurde speziell für den Einsatz in Regionen mit höherem Eisaufkommen konzipiert. Gulf Canada Resources nutzte die Einheit rund zehn Jahre, legte sie 1993 auf und taufte sie 1998 in Kullu um. Die Insel war schon zur Verschrottung vorgesehen, bevor der britisch-niederländische Konzern Royal Dutch Shell sie 2005 erwarb, 2007 wieder zurück in Kulluk umbenannte und für 292 Millionen US-Dollar überholen ließ.
Zusammen mit dem Schiff Noble Discoverer war die Bohrplattform an der Exploration von Öllagerstätten im Nordpolarmeer beteiligt. Nach Angaben der Environmental Protection Agency (EPA) überschritten beide Schiffe dabei 2012 die genehmigten Emissionen von Stickoxiden. Für die Fortsetzung der Exploration sind technische Veränderungen und ein erneutes Genehmigungsverfahren notwendig.

## Strandung im Jahr 2012

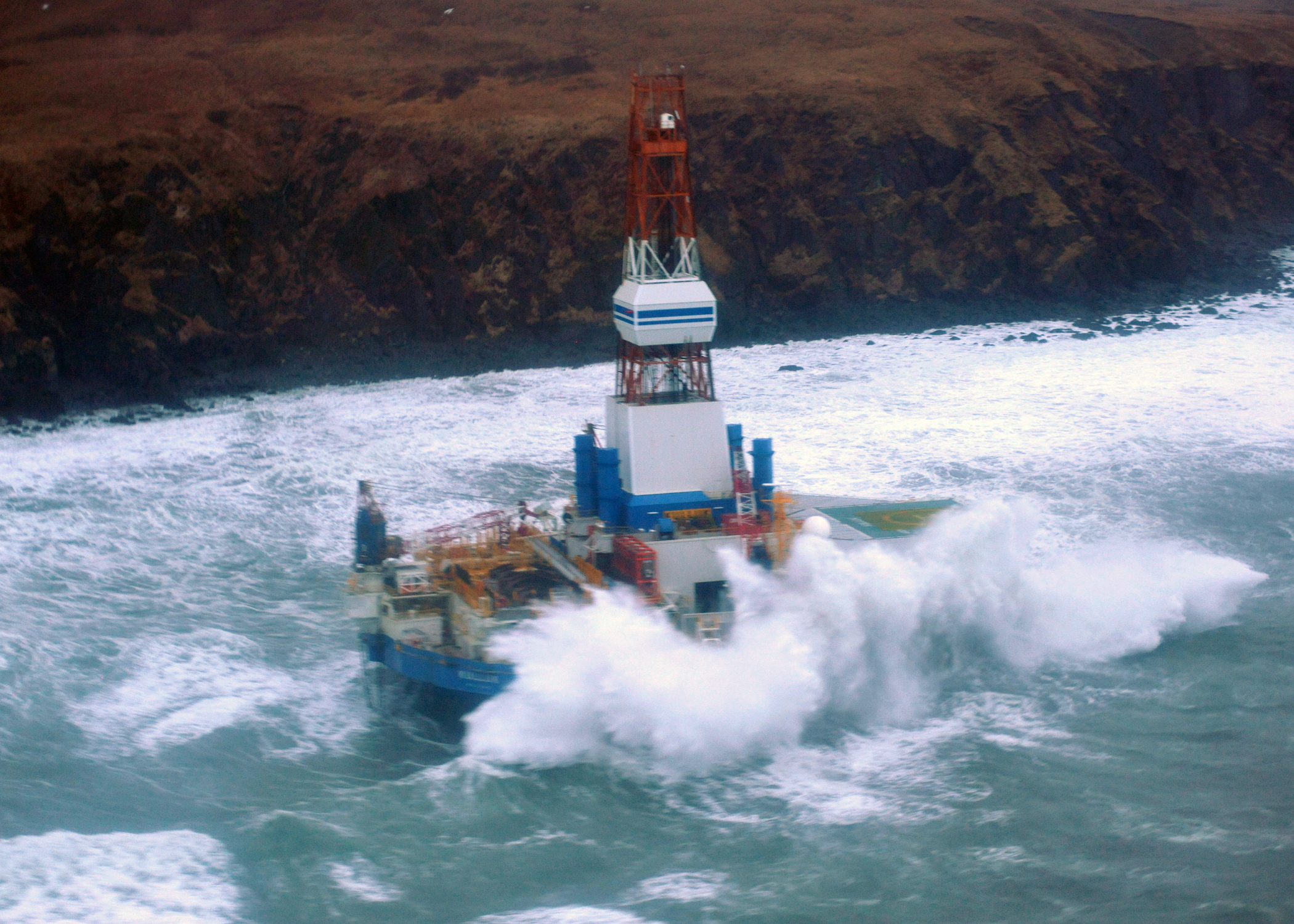
Die auf Grund gelaufene Bohrinsel vor Sitkalidak Island.

Nach dem Ende ihres Einsatzes in der Beaufortsee befand sich die Kulluk Ende Dezember 2012 auf der Reise nach Seattle im Schlepp des US-amerikanischen Ankerziehschleppers Aiviq. Dieses Manöver diente auch dazu, eine Steuer des Bundesstaats Alaska zu umgehen.
Nachdem die 18 Mann zählende Schleppbesatzung der Kulluk schon am 29. Dezember aufgrund eines schweren Sturms mit Wellenhöhen bis zu elf Metern von Bord genommen werden musste, war die Aiviq am 31. Dezember gezwungen, die Schleppverbindung loszuwerfen, woraufhin die Insel gegen 21 Uhr vor Sitkalidak Island strandete.
Auf der Insel befanden sich insgesamt knapp 570 Kubikmeter verschiedener Öle, die nach Angaben der United States Coast Guard nicht austraten.
Am 6. Januar 2013 gelang es, eine Schleppverbindung mit der Insel herzustellen. Im Laufe einer zwölfstündigen Bergungsaktion sei die Kulluk nach Behördenangaben sicher in einen Hafen in einer Bucht der Kodiak-Insel geschleppt und verankert worden.
Infolge des Unfalls und weiterer Unregelmäßigkeiten bei der Exploration von Öllagerstätten im Nordpolarmeer kündigte das Innenministerium der Vereinigten Staaten eine Prüfung des Vorgehens von Royal Dutch Shell an.
Das National Transportation Safety Board stellte in seiner Untersuchung des Seeunfalls fest, dass die Unfallursache in Shells ungenügender Risikoeinschätzung lag, die zu einem Plan für die Verschleppung ohne ausreichende Risikovorsorge führte.
Zunächst wurde die Bohrinsel Anfang 2013 durch das Dockschiff Xiang Rui Kou zu Keppel FELS in Singapur gebracht. Anschließend transportierte dieses Schiff die Bohrinsel 2014 nach Zhoushan, wo sie verschrottet wurde.